# 爱德华·林肯
爱德华·贝克·林肯，小名“埃迪”（英語：Edward Baker "Eddie" Lincoln，1846年3月10日—1850年2月1日），美国总统亚伯拉罕·林肯与夫人玛丽·托德的次子，家人都说他是个善良的小男孩，喜欢照料流浪的小猫。不幸的是小埃迪在其4岁生日的前一个月死于肺结核。埃迪死后，他的父母在悲痛之余写了一首名叫《小埃迪》（Little Eddie）的诗哀悼他们的儿子，而母亲玛丽·托德也自此时开始精神失常。